# 올림픽 타지키스탄 선수단
올림픽 타지키스탄 선수단은 타지키스탄을 대표하여 올림픽에 참가하는 선수단이다. 타지키스탄은 1996년 독립 국가로 처음으로 올림픽에 참가했으며, 그 이후로 매년 하계 올림픽에 선수단을 파견해 왔다. 타지키스탄은 2002년부터 동계 올림픽에도 출전해 왔다. 현재까지 안드레이 드리진은 동계 올림픽에 타지키스탄을 대표한 두 사람 중 한 명이며, 2002년, 2006년, 2010년 타지키스탄의 유일한 경쟁자였다.
이전에 타지키스탄 선수들은 1988년까지 소련의 일원으로 올림픽에 참가했으며, 소련이 해체된 후 타지키스탄은 1992년 통일팀의 일원이었다. 유리 로바노프, 제비니소 루스타모바, 넬리 김, 안드레이 압두발리예프 등의 타지크 SSR 선수들이 소련의 메달리스트였다.
타지키스탄은 2008년 하계 올림픽에서 라술 보키예프가 남자 유도 73kg급에서 동메달을 획득하면서 첫 올림픽 메달을 획득했다. 딜쇼드 나자로프(Dilshod Nazarov)는 2016년 하계 올림픽 해머던지기에서 타지키스탄 최초의 금메달을 획득했다.
타지키스탄 국가 올림픽 위원회는 1992년에 창설되었고 1993년에 국제 올림픽 위원회의 승인을 받았다.

## 같이 보기
- 분류:타지키스탄의 올림픽 참가 선수

## 참고 자료
- (영어) “Tajikistan”. SR/Olympic Sports. 2009년 2월 20일에 원본 문서에서 보존된 문서. 2011년 10월 30일에 확인함.